# Brahmana
Els Brahmana (en devanagari: ब्राह्मणं, Brāhmaṇa) són una sèrie de texts de la literatura xruti ("revelada") índia que constitueixen comentaris i estudis dels Veda. Es considera que van ser escrits entre els anys 800 i 600 aC, tractant-se dels primers texts en prosa coneguts fets en una llengua indoeuropea. Tenen una gran importància, ja que són a la base del desenvolupament del pensament indi posterior: especifiquen els rituals i llur significat (amb diverses correspondències simbòliques entre els diferents nivells de realitat), contenen especulacions filosòfiques i també històries mitològiques que més tard reapareixeran modificades en els Purana i altres obres.
Aquestes interpretacions dels Veda estan dirigides als "bramans", és a dir, "els qui tenen la capacitat d'estudiar el Braman" o Univers. Per això van permetre el desenvolupament del bramanisme, corrent religiós caracteritzat per una evolució vers el ritualisme i un creixement del poder de la casta sacerdotal dels bramans.
Hi ha diferents Brahmana associats a cadascun dels quatre Veda.